# Phalonidia rotundiventralis
Phalonidia rotundiventralis es una especie de polilla del género Phalonidia, categorizada en la tribu Cochylini, de la subfamilia Tortricinae. Fue descrita por Sun & Li en 2013.
Fue publicada en Zootaxa 3641: 549. Se distribuye por Asia: China, en la provincia de Sichuan, Wenchuan County, Reserva natural nacional Wolong.